# Angie Everhart
Angie Everhart, właściwie Angela Kay „Angie” Everhart (ur. 7 września 1969  w Akron) – amerykańska aktorka i modelka.

## Życiorys

### Wczesne lata
Urodziła się w Akron, w stanie Ohio jako córka Ginnie i inżyniera Boba Everharta. Wychowywała się ze starszym bratem Michaelem i młodsza siostrą Amber. W 1987 ukończyła Harvey S. Firestone High School, gdzie była maskotką Firestone Falcon.

### Kariera
W wieku szesnastu lat rozpoczęła karierę modelki w Paryżu i związała się z agencją modelek Eileen Ford. Była na okładkach magazynów takich jak „Sports Illustrated”, „Vogue”, „Elle”, „Glamour”, „Grazia”, „Cosmopolitan” i „Playboy” (w lutym 2000).
W 1993 zadebiutowała na kinowym ekranie jako dziewczyna z wideo w komedii sensacyjnej Johna McTiernana Bohater ostatniej akcji (Last Action Hero) z Arnoldem Schwarzeneggerem. W dreszczowcu erotycznym Williama Friedkina Jade (1995) wystąpiła jako Patrice Jacinto. Została obsadzona w roli demonicznej Lilith w horrorze Opowieści z krypty – orgia krwi (Bordello of Blood, 1996) u boku Dennisa Millera, Eriki Eleniak i Chrisa Sarandona. W komedii kryminalnej Larry’ego Bishopa Czas wściekłych psów (Mad Dog Time, 1996) pojawiła się jako Gabriella. Była panną młodą w teledysku zespołu Aerosmith „Falling in Love (Is Hard on the Knees)” (1997). W melodramacie Następne dziewięć i pół tygodnia (Love in Paris, 1997) z Mickeyem Rourke zagrała postać femme fatale Lei Calot. Występowała też gościnnie w serialach takich jak Z pierwszej strony (Ink, 1997), Trzecia planeta od Słońca (1998), Karolina w mieście (1998) czy Prawo i porządek: sekcja specjalna (2000).

## Życie prywatne
Mając 19 lat spadła z konia i złamała bark, po wypadku w ramach rehabilitacji, musiała nauczyć się od nowa chodzić.
1 grudnia 1996 wyszła za mąż za aktora Ashleya Hamiltona. Jednak w 1997 doszło do rozwodu. W latach 1999–2000 spotykała się z Howardem Sternem. Romansowała też z Sethem Binzerem, Jimmym Traboulisem, Jackiem Nicholsonem (1993), Sylvestrem Stallone (1995), Kevinem Costnerem (1995) i księciem Albertem z Monacco (1998). Od kwietnia 2000 do kwietnia 2008 była w związku z Joe Pesci. Spotykała się z Orlandem Jonesem (2003). Od czerwca 2008 do 2010 była związana z Chadem Stansbury, z którym ma syna Kaydena Bobby’ego (ur. 24 lipca 2009). 6 grudnia 2014 poślubiła Carla Ferro. W lutym 2018 doszło do separacji.